# كوكينغ فيفر
كوكينغ فيفر (بالإنجليزية: cooking fever)‏ هي لعبة فيديو طبخ من تطوير ونشر نوردكورنت صدرت في 27 سبتمبر 2014، تعمل على أنظمة آي أو إس، أندرويد وويندوز 10.
أصبحت اللعبة واحدة من بين الألعاب ذات شعبية كبيرة منذ إصدارها، فحصلت على أكثر من 100 مليون عملية تنزيل في 2017.
فكرة اللعبة هي إدارة مطاعم مختلفة عن طريق صنع الأطعمة والمشروبات وخدمة العملاء بهدف كسب المال.
في 1 ديسمبر 2017، قامة اللعبة بعقد شراكة مع كوكا كولا.